# 日本アニメーション
日本アニメーション株式会社（にっぽんアニメーション、英: NIPPON ANIMATION CO., LTD.）は、日本のアニメ制作会社。日本動画協会正会員。

## 概要
東京都多摩市和田に多摩スタジオを所有する（最寄り駅は京王線聖蹟桜ヶ丘駅）。近年、本社機能も銀座から多摩市へ移転した。制作・版権の営業関係は関連会社を含め銀座7丁目（東銀座）の自社ビル「日本アニメーションビル」と、近隣の「北海道文化放送銀座ビル」に拠点を構えている。
アニメ作品の企画を主に行っていた瑞鷹エンタープライズが、制作委託先の虫プロダクションの経営悪化を契機に、ズイヨー映像を創立し、作品の自主制作を開始する。その後1975年3月に同社の代表取締役に就任していた本橋浩一らがスタジオと多数の従業員を引き連れ、新たに「日本アニメーション株式会社」を設立。当時のアニメーション実制作部門を事実上承継、移管した。ただし、版権などの権利は移転されていない。設立から現在までフジテレビジョン系との取引が多い。
1970年代当時は後発ながら、東映動画（後の東映アニメーション）、タツノコプロ、東京ムービー（後のトムス・エンタテインメント）、エイケンといったアニメ制作会社と共に、アニメ制作大手5社の一角と数えられた。
ズイヨー映像で制作途中だった『小さなバイキングビッケ』・『フランダースの犬』・『みつばちマーヤの冒険』は、残りの制作を日本アニメーションが引き継ぎ、その後も名作路線を推進していった。フジテレビで放送された『世界名作劇場』シリーズを始め、他局でも名作文学のアニメ化作品を放映し、1980年代までの日本アニメーションの一つの特色となっていた。それらの作品は日本国外への輸出も前提として製作されていた。
1980年1月に版権や輸出で商社の伊藤萬と業務提携を結ぶ。2月に東京国税局から架空経費の計上などによる1億3600万円の所得隠しで摘発を受け、6900万円の追徴課税を受けた。
1990年代には『ちびまる子ちゃん』が大ヒット。その後は『南国少年パプワくん』や『魔法陣グルグル』の好調もあったが、経営の柱となっていた代表シリーズ『世界名作劇場』が1997年に終了（後に2007年から2009年にかけてBSフジにて再開された）。
1998年6月に自社キャラクターを活用したテーマパーク「日本ファンタジー・ワールド」の開発構想を発表。日本アニメーションの他、日立製作所、三井造船、NTTなど大手企業が300億円を投資するというプランで東京都内が候補に上ったが、実現せずに流れている。
2001年から東京駅一番街に、日本アニメ企画が運営する公式ショップ「ラスカルと世界名作劇場ショップ」を出店。
2010年10月26日、事実上の創業者で代表取締役社長の本橋浩一が骨髄異形成症候群により死去。本橋浩一の娘である石川和子が2代目代表取締役社長に就任。
2016年4月、多摩市と地域活性化に関する連携協定を結び、本社最寄りの聖蹟桜ヶ丘地区の観光イベント開催に協力するなど、自治体と提携して地域活性化に協力している。また同じ多摩市内にサンリオピューロランドが所在することから、市内に日本アニメーションのあらいぐまラスカルとサンリオのハローキティのキャラクターマンホールが設置され、マンホールカードも配布されている。

## 世界名作劇場
同社の公式情報によれば、同社が設立されてから最初の作品である『フランダースの犬』（1975年1月 - ）からが『世界名作劇場』シリーズとなっている。同じ放送局で同じ時間帯に放映されていた『アルプスの少女ハイジ』などは、瑞鷹に権利を残したため、日本アニメーションのサイト・公式資料には存在しない。

## 制作作品一覧

### テレビアニメ
| 開始年 | 放送期間          | タイトル                                  | 監督                                       | アニメーション プロデューサー         | 備考                                   |
| ------ | ----------------- | ----------------------------------------- | ------------------------------------------ | ------------------------------------- | -------------------------------------- |
| 1974年 | 4月 - 1975年9月   | 小さなバイキングビッケ                    | 斎藤博                                     | 大場伊紘                              |                                        |
| 1975年 | 1月 - 12月        | フランダースの犬                          | 黒田昌郎                                   | 中島順三                              | 世界名作劇場                           |
| 1975年 | 4月 - 1976年4月   | みつばちマーヤの冒険                      | 遠藤政治 斉藤博                            | 大場伊紘                              |                                        |
| 1975年 | 10月 - 1976年9月  | アラビアンナイト シンドバットの冒険       | 黒川文男                                   | 加藤良雄 児玉征太郎                   |                                        |
| 1975年 | 10月 - 1976年3月  | 草原の少女ローラ                          | 江崎実生 遠藤政治                          | 中島順三                              |                                        |
| 1976年 | 1月 - 12月        | 母をたずねて三千里                        | 高畑勲                                     | 中島順三 松土隆二                     | 世界名作劇場                           |
| 1976年 | 4月 - 1977年5月   | ピコリーノの冒険                          | 遠藤政治 斉藤博                            | 大場伊紘                              |                                        |
| 1976年 | 4月 - 1977年4月   | リトル・ルルとちっちゃい仲間              | 黒川文男                                   | 児玉征太郎                            |                                        |
| 1976年 | 7月 - 1977年3月   | ブロッカー軍団IVマシーンブラスター        | 案納正美（総）                             | N/A                                   | 実制作：葦プロダクション               |
| 1976年 | 10月 - 1979年12月 | ドカベン                                  | N/A                                        | 渡辺忠美                              | 制作協力：土田プロダクション           |
| 1977年 | 1月 - 12月        | あらいぐまラスカル                        | 遠藤政治 斉藤博 腰繁男                     | 中島順三 加藤良雄                     | 世界名作劇場                           |
| 1977年 | 4月 - 9月         | あしたへアタック!                         | 黒川文男                                   | 松土隆二                              |                                        |
| 1977年 | 4月 - 10月        | 超合体魔術ロボ ギンガイザー               | 案納正美（総）                             | N/A                                   | 制作協力：葦プロダクション             |
| 1977年 | 6月 - 12月        | シートン動物記 くまの子ジャッキー         | 黒田昌郎                                   | 根来昭                                |                                        |
| 1977年 | 9月 - 1978年3月   | おれは鉄兵                                | 長浜忠夫 吉田茂承                          | 大場伊紘 別紙壮一                     | 制作担当：シンエイ動画                 |
| 1977年 | 10月 - 1978年5月  | 若草のシャルロット                        | 岡部英二                                   | 根来昭                                | 制作協力：トランス・アーツ             |
| 1977年 | 12月 - 1978年6月  | 女王陛下のプティアンジェ                  | 黒川文男                                   | 大場伊紘                              | 制作協力：葦プロダクション             |
| 1977年 | 12月 -1979年3月   | 野球狂の詩                                | N/A                                        | 渡辺忠美 加藤良雄                     | 制作協力：土田プロダクション           |
| 1978年 | 1月 - 12月        | ペリーヌ物語                              | 斎藤博 腰繁男                              | 中島順三 松土隆二                     | 世界名作劇場                           |
| 1978年 | 4月 - 10月        | 未来少年コナン                            | 宮崎駿                                     | 中島順三 遠藤重夫                     |                                        |
| 1978年 | 4月 - 10月        | 一球さん                                  | 福冨博                                     | 大場伊紘 別紙壮一                     | 制作担当：シンエイ動画                 |
| 1978年 | 6月 - 1979年3月   | はいからさんが通る                        | 横田和善 馬越彦弥                          | 根来昭                                | 製作協力：トランス・アーツ             |
| 1979年 | 1月 - 12月        | 赤毛のアン                                | 高畑勲                                     | 中島順三 遠藤重夫                     | 世界名作劇場                           |
| 1979年 | 4月 - 9月         | シートン動物記 りすのバナー               | 黒田昌郎                                   | 根来昭                                |                                        |
| 1979年 | 10月 - 1980年4月  | こぐまのミーシャ                          | 新田義方                                   | 加藤良雄                              |                                        |
| 1980年 | 1月 - 12月        | トム・ソーヤーの冒険                      | 斎藤博                                     | 松土隆二                              | 世界名作劇場                           |
| 1980年 | 4月 - 1982年6月   | 釣りキチ三平                              | 岡部英二 新田義方                          | 中島順三 渡辺忠美 増子相二郎 遠藤重夫 | 制作協力：土田プロダクション           |
| 1981年 | 1月 - 12月        | 家族ロビンソン漂流記 ふしぎな島のフローネ | 黒田昌郎                                   | 松土隆二                              | 世界名作劇場                           |
| 1981年 | 4月 - 9月         | 愛の学校クオレ物語                        | 岡部英二                                   | 遠藤重夫                              |                                        |
| 1981年 | 4月 - 8月         | フーセンのドラ太郎                        | 楠葉宏三                                   | 中島順三                              |                                        |
| 1981年 | 10月 - 1982年3月  | ワンワン三銃士                            | 腰繁男                                     | 中島順三 遠藤重夫                     |                                        |
| 1982年 | 1月 - 12月        | 南の虹のルーシー                          | 斎藤博                                     | 松土隆二                              | 世界名作劇場                           |
| 1982年 | 10月 - 1983年9月  | 新みつばちマーヤの冒険                    | 上梨みつお                                 | 増子相二郎                            | 制作協力：和光プロダクション           |
| 1983年 | 1月 - 12月        | アルプス物語 わたしのアンネット           | 楠葉宏三                                   | 松土隆二                              | 世界名作劇場                           |
| 1983年 | 4月 - 1985年9月   | ミームいろいろ夢の旅                      | 横田和善                                   | 佐藤昭司 松土隆二                     |                                        |
| 1983年 | 10月 - 1984年3月  | ふしぎの国のアリス                        | 杉山卓                                     | 遠藤重夫 田中栄子                     |                                        |
| 1983年 | 10月 - 12月       | まんがイソップ物語                        | 岡部英二                                   | 中島順三 田中栄子                     |                                        |
| 1984年 | 1月 - 12月        | 牧場の少女カトリ                          | 斎藤博                                     | 松土隆二                              | 世界名作劇場                           |
| 1984年 | 2月 - 3月         | リトル・エル・シドの冒険                  | 黒川文男                                   | 中島順三                              | 共同制作：BRB Internacional            |
| 1984年 | 7月 - 12月        | ふしぎなコアラブリンキー                  | 杉山卓                                     | 遠藤重夫 田中栄子                     |                                        |
| 1985年 | 1月 - 12月        | 小公女セーラ                              | 黒川文男                                   | 中島順三                              | 世界名作劇場                           |
| 1985年 | 4月 - 1986年3月   | へーい!ブンブー                           | 岡部英二 吉田健次郎                        | 佐藤昭司                              |                                        |
| 1986年 | 1月 - 12月        | 愛少女ポリアンナ物語                      | 楠葉宏三                                   | 中島順三                              | 世界名作劇場                           |
| 1986年 | 1月 - 1987年10月  | 宇宙船サジタリウス                        | 横田和善                                   | 松土隆二                              |                                        |
| 1986年 | 4月 - 1986年12月  | 青春アニメ全集                            | 黒川文男（総）                             | 佐藤昭司                              |                                        |
| 1986年 | 10月 - 1987年3月  | ボスコアドベンチャー                      | 杉山卓                                     | 遠藤重夫                              |                                        |
| 1987年 | 1月 - 12月        | 愛の若草物語                              | 黒川文男                                   | 中島順三                              | 世界名作劇場                           |
| 1987年 | 10月 - 1988年3月  | アニメ80日間世界一周                      | 黒川文男                                   | 中島順三 松土隆二                     |                                        |
| 1987年 | 10月 - 1988年3月  | グリム名作劇場                            | 斎藤博 鈴木孝義 斎藤次郎 大町繁 横田和善   | 松土隆二                              |                                        |
| 1988年 | 1月 - 12月        | 小公子セディ                              | 楠葉宏三                                   | 中島順三 遠藤重夫                     | 世界名作劇場                           |
| 1988年 | 4月 - 6月         | いきなりダゴン                            | 横田和善                                   | 松土隆二                              |                                        |
| 1988年 | 4月 - 9月         | トッポ・ジージョ                          | 石黒昇 腰繁男                              | 佐藤昭司                              |                                        |
| 1988年 | 10月 - 12月       | 夢見るトッポ・ジージョ                    | 石黒昇 腰繁男                              | 佐藤昭司                              |                                        |
| 1988年 | 10月 - 1989年3月  | 新グリム名作劇場                          | 斎藤博 鈴木孝義 黒川文男 花井信也 横田和善 | 松土隆二                              |                                        |
| 1989年 | 1月 - 12月        | ピーターパンの冒険                        | 黒田昌郎                                   | 遠藤重夫                              | 世界名作劇場                           |
| 1989年 | 10月 - 1990年10月 | ジャングルブック・少年モーグリ            | 黒川文男                                   | 小竿俊一                              |                                        |
| 1990年 | 1月 - 1992年9月   | ちびまる子ちゃん                          | 芝山努 須田裕美子                          | 佐藤昭司 →遠藤重夫                    | 制作協力：ライフワーク、亜細亜堂       |
| 1990年 | 1月 - 12月        | 私のあしながおじさん                      | 横田和善                                   | 松土隆二                              | 世界名作劇場                           |
| 1990年 | 11月 - 1991年9月  | ピグマリオ                                | はしもとなおと 黒田昌郎                    | 小竿俊一                              |                                        |
| 1991年 | 1月 - 12月        | トラップ一家物語                          | 楠葉宏三                                   | 松土隆二                              | 世界名作劇場                           |
| 1991年 | 10月 - 1992年9月  | 燃えろ!トップストライカー                 | 康村諒                                     | 小竿俊一                              |                                        |
| 1992年 | 1月 - 12月        | 大草原の小さな天使 ブッシュベイビー       | 鈴木孝義                                   | 松土隆二                              | 世界名作劇場                           |
| 1992年 | 10月 - 1993年6月  | みかん絵日記                              | 石黒昇                                     | 余語昭夫                              |                                        |
| 1992年 | 10月 - 1993年10月 | 南国少年パプワくん                        | 高木淳                                     | 遠藤重夫                              |                                        |
| 1992年 | 10月 - 1993年9月  | 風の中の少女 金髪のジェニー               | 康村諒                                     | 松土隆二 小竿俊一                     |                                        |
| 1992年 | N/A               | 冒険者                                    | 黒川文男                                   | 松土隆二 余語昭夫                     |                                        |
| 1993年 | 1月 - 12月        | 若草物語 ナンとジョー先生                 | 楠葉宏三                                   | 中島順三                              | 世界名作劇場                           |
| 1993年 | 9月 - 1994年8月   | ムカムカパラダイス                        | 谷田部勝義                                 | 田中伸明                              |                                        |
| 1993年 | 10月 - 1994年9月  | 平成イヌ物語バウ                          | 加賀剛                                     | 佐藤賢一                              |                                        |
| 1994年 | 1月 - 12月        | 七つの海のティコ                          | 高木淳                                     | 余語昭夫                              | 世界名作劇場                           |
| 1994年 | 4月 - 12月        | ヤマトタケル                              | 森田風太                                   | 松土隆二                              | 制作協力：ベガエンタテイメント         |
| 1994年 | 9月 - 1995年8月   | 愛と勇気のピッグガール とんでぶーりん     | 鈴木孝義                                   | 小林正彦                              |                                        |
| 1994年 | 10月 - 1995年9月  | 魔法陣グルグル                            | 中西伸彰                                   | 田中伸明                              |                                        |
| 1995年 | 1月 -             | ちびまる子ちゃん（第2期）                 | 須田裕美子 →高木淳                         | [ 注釈 9 ]                            |                                        |
| 1995年 | 1月 - 12月        | ロミオの青い空                            | 楠葉宏三                                   | 余語昭夫                              | 世界名作劇場                           |
| 1995年 | 9月 - 1996年8月   | ママはぽよぽよザウルスがお好き            | 鈴木孝義                                   | 小竿俊一                              |                                        |
| 1996年 | 1月 - 8月         | 名犬ラッシー                              | 片渕須直                                   | 余語昭夫                              | 世界名作劇場                           |
| 1996年 | 9月 - 1997年3月   | 家なき子レミ                              | 楠葉宏三                                   | 佐藤賢一                              | 世界名作劇場                           |
| 1997年 | 4月 - 9月         | スーパーフィッシング グランダー武蔵       | 鈴木孝義                                   | 高城一典 遠藤重夫                     |                                        |
| 1997年 | 4月 - 1998年9月   | 中華一番!                                 | 案納正美                                   | 小竿俊一                              | アニメーション制作協力：スタジオぴえろ |
| 1997年 | 10月 - 1999年9月  | さくらももこ劇場 コジコジ                 | 高木淳                                     | 早船健一郎                            |                                        |
| 1998年 | 4月 - 12月        | グランダー武蔵RV                          | 鈴木孝義                                   | 小水流正勝 小林正彦                   |                                        |
| 1998年 | 10月 - 1999年9月  | 花さか天使テンテンくん                    | 宮下新平                                   | 小竿俊一                              |                                        |
| 1999年 | 4月 - 10月        | コレクター・ユイ                          | ムトウユージ                               | 遠藤重夫 小林正彦                     |                                        |
| 1999年 | 10月 - 2000年4月  | 未来少年コナンII タイガアドベンチャー     | 早川啓二                                   | 田中伸明                              |                                        |
| 1999年 | 10月 - 2001年9月  | 週刊ストーリーランド                      | N/A                                        | 早船健一郎                            | 各話制作                               |
| 1999年 | 10月 - 2001年3月  | HUNTER×HUNTER                             | 古橋一浩                                   | 小竿俊一                              | 制作協力：スタジオディーン             |
| 2000年 | N/A               | マルセリーノ                              | [ 注釈 10 ]                                | [ 注釈 11 ]                           |                                        |
| 2000年 | 4月 - 10月        | コレクター・ユイ2                         | ムトウユージ                               | 遠藤重夫 小林正彦                     |                                        |
| 2000年 | 4月 - 12月        | ドキドキ♡伝説 魔法陣グルグル              | 高木淳                                     | 遠藤重夫                              |                                        |
| 2001年 | 10月 - 2002年4月  | 神鵰侠侶 コンドルヒーロー                 | 案納正美 高木淳                            | 田中真津美                            |                                        |
| 2002年 | 10月 - 2003年9月  | ハングリーハート WILD STRIKER             | 嵯峨敏                                     | 小竿俊一                              |                                        |
| 2003年 | 9月 - 2004年3月   | PAPUWA                                    | 西田健一                                   | 戸川淳                                |                                        |
| 2004年 | 4月 - 10月        | それいけ!ズッコケ三人組                   | 腰繁男                                     | 田中真津美                            |                                        |
| 2004年 | 10月 - 2005年3月  | ファンタジックチルドレン                  | なかむらたかし                             | 佐藤賢一                              |                                        |
| 2005年 | 10月 - 2006年7月  | カード王 ミックスマスター                 | 西田健一 コ・ソンチョル                    | [ 注釈 12 ]                           | 共同制作：SUNWOO ENTERTAINMENT         |
| 2006年 | 4月 - 1年間       | ぽかぽか森のラスカル                      | 西田健一                                   | N/A                                   |                                        |
| 2006年 | 10月 - 2007年3月  | ヤマトナデシコ七変化♥                     | ワタナベシンイチ                           | 戸川淳                                |                                        |
| 2006年 | 11月 - 12月       | うっかりペネロペ                          | 高木淳                                     | 浅野恵代                              |                                        |
| 2007年 | 1月 - 12月        | レ・ミゼラブル 少女コゼット               | 桜井弘明                                   | 佐藤賢一                              | 世界名作劇場                           |
| 2008年 | 1月 - 12月        | ポルフィの長い旅                          | 望月智充                                   | 田中敦                                | 世界名作劇場                           |
| 2008年 | 7月 - 9月         | 西洋骨董洋菓子店 〜アンティーク〜         | 奥村よしあき                               | 早船健一郎                            | 共同制作：白組 制作協力：SynergySP     |
| 2008年 | 10月 - 12月       | ヒャッコ                                  | 福田道生                                   | 三好正彦                              |                                        |
| 2009年 | 4月 - 12月        | こんにちは アン 〜Before Green Gables     | 谷田部勝義                                 | 田中伸明                              | 世界名作劇場                           |
| 2010年 | 10月 - 2011年4月  | カルルとふしぎな塔                        | 高木淳                                     | N/A                                   |                                        |
| 2013年 | 12月 - 2014年3月  | 超ゼンマイロボ パトラッシュ               | 山本雄三                                   | N/A                                   | 実制作：キャラクション                 |
| 2014年 | 1月 - 3月         | めいたんていラスカル                      | 首藤順                                     | 田中敦 金子隆二                       |                                        |
| 2020年 | 4月 - 9月         | ハクション大魔王2020                      | 濁川敦                                     | 古久保悠                              | 共同制作：タツノコプロ                 |
| 2021年 | 4月 - 6月         | やくならマグカップも                      | 神谷純                                     | 山本秉碩                              | プラネットと共同で原作も担当           |
| 2021年 | 10月 - 12月       | やくならマグカップも 二番窯               | 神谷純                                     | 山本秉碩                              | プラネットと共同で原作も担当           |
| 2022年 | 4月 - 9月         | ラブオールプレー                          | 竹内浩志                                   | 山本秉碩 吉岡大輔                     | 共同制作：OLM Team YOSHIOKA            |
| 2023年 | 4月 - 10月        | 青のオーケストラ                          | 岸誠二                                     | 山本秉碩                              |                                        |
| 2024年 | 4月 - 6月         | SHIBUYA♡HACHI                             | 神谷純                                     | N/A                                   |                                        |
| 2025年 | 4月 -             | あらいぐま カルカル団                     | ヘンリー平川                               | 平塚仁美 出久根かすみ                 |                                        |
| 2025年 | 秋 -              | 青のオーケストラ（第2期）                 | 未公表                                     | 未公表                                |                                        |

#### 単発テレビスペシャル
| 放送年 | 放送日           | タイトル                                                                    | 監督     |
| ------ | ---------------- | --------------------------------------------------------------------------- | -------- |
| 1978年 | 9月23日          | 大雪山の勇者 牙王                                                           | 岡部英二 |
| 1979年 | 2月18日          | がんばれ!ぼくらのヒット・エンド・ラン                                       | 光延博愛 |
| 1979年 | 4月29日          | まえがみ太郎                                                                | N/A      |
| 1979年 | 6月30日          | トンデモネズミ大活躍                                                        | 斎藤博   |
| 1979年 | 9月28日          | アンネの日記 アンネ・フランク物語                                           | 岡部英二 |
| 1980年 | 2月3日           | のどか森の動物大作戦                                                        | 黒田昌郎 |
| 1986年 | 5月19日          | サンゴ礁伝説 青い海のエルフィ                                               | 黒田昌郎 |
| 1987年 | 10月19日         | 瞳のなかの少年 十五少年漂流記                                               | 黒田昌郎 |
| 1992年 | 6月              | トトイ                                                                      | N/A      |
| 2000年 | 12月 - 2001年8月 | 世界名作劇場 完結版                                                         | N/A      |
| 2003年 | 8月5日           | onちゃん夢パワー大冒険!                                                     | 楠葉宏三 |
| 2007年 | 8月25日          | ミヨリの森                                                                  | 山本二三 |
| 2017年 | 11月10日         | アニ×パラ〜あなたのヒーローは誰ですか〜「episode1 ブラインドサッカー」      | 濁川敦   |
| 2018年 | 8月25日          | アニ×パラ〜あなたのヒーローは誰ですか〜「episode3 車いすテニス」            | 尾崎正善 |
| 2018年 | 12月15日         | アニ×パラ〜あなたのヒーローは誰ですか〜「episode5 車いすラグビー」          | 前田薫平 |
| 2019年 | 3月3日           | アニ×パラ〜あなたのヒーローは誰ですか〜「episode6 視覚障害者柔道」          | 前田薫平 |
| 2019年 | 11月12日         | アニ×パラ〜あなたのヒーローは誰ですか〜「episode8 パラバドミントン」        | 野田泰宏 |
| 2020年 | 3月30日          | アニ×パラ〜あなたのヒーローは誰ですか〜「episode9 ボッチャ」                | 野田泰宏 |
| 2020年 | 3月31日          | アニ×パラ〜あなたのヒーローは誰ですか〜「episode10 視覚障害者マラソン」     | 博多正寿 |
| 2020年 | 10月18日         | アニ×パラ〜あなたのヒーローは誰ですか〜「episode11 車いすバスケットボール」 | 鈴木理人 |
| 2021年 | 4月25日          | アニ×パラ〜あなたのヒーローは誰ですか〜「episode12 パラ卓球」               | 前田薫平 |
| 2022年 | 2月20日          | アニ×パラ〜あなたのヒーローは誰ですか〜「episode13 パラアルペンスキー」     | 西村一彦 |
| 2022年 | 2月20日          | アニ×パラ〜あなたのヒーローは誰ですか〜「episode14 パラスノーボード」       | 大森英敏 |

### 劇場アニメ
| 公開年 | タイトル                                        | 監督              | 配給                     | 備考                                                                 |
| ------ | ----------------------------------------------- | ----------------- | ------------------------ | -------------------------------------------------------------------- |
| 1979年 | 末来少年コナン                                  | 佐藤肇（総）      | 東映                     |                                                                      |
| 1984年 | 超人ロック                                      | 福富博            | 松竹                     |                                                                      |
| 1990年 | ちびまる子ちゃん                                | 須田裕美子 芝山努 | 東宝                     |                                                                      |
| 1992年 | ちびまる子ちゃん わたしの好きな歌               | 須田裕美子 芝山努 | 東宝                     |                                                                      |
| 1992年 | トトイ                                          | 萩本欽一ほか      | N/A                      |                                                                      |
| 1994年 | 平成イヌ物語バウ 原始イヌ物語バウ               | N/A               | 東映                     |                                                                      |
| 1994年 | 欽ちゃんのシネマジャック 邦ちゃんの一家ランラン | N/A               | 東宝                     |                                                                      |
| 1996年 | ハーメルンのバイオリン弾き                      | 今西隆志          | 松竹                     |                                                                      |
| 1996年 | 魔法陣グルグル                                  | 中西伸彰          | 松竹富士                 |                                                                      |
| 1996年 | ドラゴンクエスト列伝 ロトの紋章                 | 須永司            | 松竹                     |                                                                      |
| 1997年 | 劇場版 フランダースの犬                         | 黒田昌郎          | 松竹                     |                                                                      |
| 1999年 | MARCO 母をたずねて三千里                        | 楠葉宏三          | 松竹                     |                                                                      |
| 2015年 | ちびまる子ちゃん イタリアから来た少年           | 高木淳            | 東宝                     |                                                                      |
| 2015年 | シンドバッド 空とぶ姫と秘密の島                 | 宮下新平          | イオンエンターテイメント |                                                                      |
| 2016年 | シンドバッド 魔法のランプと動く島               | 宮下新平          | イオンエンターテイメント |                                                                      |
| 2016年 | シンドバッド 真昼の夜とふしぎの門               | 宮下新平          | イオンエンターテイメント |                                                                      |
| 2017年 | 劇場版 はいからさんが通る                       | 古橋一浩 城所聖明 | ワーナー・ブラザース     |                                                                      |
| 2017年 | げんばのじょう-玄蕃之丞-                        | 堂山卓見          | N/A                      | 2016年度若手アニメーター育成プロジェクト「あにめたまご2017」参加作品 |
| 2024年 | KICKS AND PUNK                                  | 市村仁弥          | N/A                      | 2023年度若手アニメーター育成プロジェクト「あにめのたね2024」参加作品 |

### OVA
| 発売年 | タイトル                     | 監督             |
| ------ | ---------------------------- | ---------------- |
| 1989年 | 超人ロック／ロードレオン     | 石黒昇           |
| 1990年 | 少年アシベ                   | 石黒昇           |
| 1991年 | ジャングルウォーズ           | 黒田昌郎         |
| 1991年 | 超人ロック／新世界戦隊       | ひろたたけし     |
| 1996年 | ぼくは王さま                 | 高木淳           |
| 2002年 | 私立荒磯高等学校生徒会執行部 | 佐藤真人         |
| 2002年 | HUNTER×HUNTER                | 嵯峨敏           |
| 2003年 | HUNTER×HUNTER GREED ISLAND   | ユキヒロマツシタ |
| 2004年 | HUNTER×HUNTER G・I Final     | 所俊克 佐藤真人  |

### Webアニメ
| 配信年 | タイトル         | 監督                  | 共同制作 |
| ------ | ---------------- | --------------------- | -------- |
| 2008年 | いくぜっ! 源さん | 奥村よしあき          |          |
| 2022年 | いっきんず       | うもとさちこ          | ウサギ王 |
| 2023年 | オムツのごろう   | うもとさちこ 二瓶真衣 | ウサギ王 |

### 制作協力
| 放映年 | タイトル                                             | 制作元請                           | 製作・権利元                                   |
| ------ | ---------------------------------------------------- | ---------------------------------- | ---------------------------------------------- |
| 1973年 | 山ねずみロッキーチャック                             | ズイヨー映像時代                   | 瑞鷹株式会社                                   |
| 1974年 | アルプスの少女ハイジ                                 | ズイヨー映像時代                   | 瑞鷹株式会社                                   |
| 1977年 | アルプスの音楽少女 ネッティのふしぎな物語            | テレビマンユニオン                 |                                                |
| 1981年 | Fútbol en acción                                     | BRB Internacional                  |                                                |
| 1991年 | 少年アシベ                                           | ライフワーク                       | TBS、日本映像、日映エージェンシー              |
| 1991年 | 迷走王ボーダー 社会復帰編                            | アートランド                       |                                                |
| 1992年 | ハード&ルーズ 〜私立探偵・土岐正造トラブル・ノート〜 | アートランド                       |                                                |
| 2001年 | Cosmic Baton Girl コメットさん☆                      | 日本アニメディア                   | 東宝、テレビ大阪、読売広告社                   |
| 2001年 | 電脳冒険記ウェブダイバー                             | ラディクスエースエンタテインメント | テレビ東京                                     |
| 2002年 | 爆闘宣言ダイガンダー                                 | ブレインズ・ベース                 | テレビ東京                                     |
| 2008年 | 秘密 〜The Revelation〜                              | マッドハウス                       | 秘密製作委員会                                 |
| 2008年 | ソウルイーター                                       | ボンズ                             | テレビ東京、電通、ボンズ                       |
| 2009年 | 戦国BASARA                                           | Production I.G                     | TEAM BASARA                                    |
| 2009年 | 青い文学シリーズ                                     | マッドハウス                       | 「青い文学」製作委員会                         |
| 2014年 | アオハライド                                         | Production I.G                     | アニメ「アオハライド」製作委員会               |
| 2014年 | 怪盗ジョーカー                                       | シンエイ動画                       | ADK、シンエイ動画、小学館、TOKYO MX、ShoPro 他 |
| 2015年 | 天才バカヴォン〜蘇るフランダースの犬〜               | ディー・エル・イー                 | 天才バカヴォン製作委員会                       |
| 2019年 | 天気の子                                             | コミックス・ウェーブ・フィルム     | 「天気の子」製作委員会                         |
| 2020年 | 宝石商リチャード氏の謎鑑定                           | 朱夏                               | 「宝石商リチャード氏の謎鑑定」製作委員会       |
| 2021年 | 異世界食堂2                                          | OLM Team YOSHIOKA                  | 「異世界食堂2」製作委員会                      |
| 2022年 | 惑星のさみだれ                                       | NAZ、寿門堂                        | ある時代の指輪の騎士団                         |
| 2023年 | バイオ名作劇場「ふしぎの村のレオン」                 | カプコン                           | カプコン                                       |
| 2024年 | 戦国妖狐                                             | WHITE FOX                          | 戦国妖狐アニメ化事業部                         |
| 2024年 | FAIRY TAIL 100年クエスト                             | J.C.STAFF                          | FT100YQ製作委員会、テレビ東京                  |

### その他
- トリビアの泉復活SP 踊る大へぇへぇ祭り（2007年1月27日、フジテレビ番組アバンタイトルアニメーション）
- CD『日本アニメーション 40th Anniversary Best 歌と映像で綴る思い出の主題歌コレクション』（2015年3月11日）[17]
- CD『日本アニメーション 40th Anniversary Best オルゴールが奏でる世界名作劇場主題歌コレクション』（2015年3月11日）[17]

## 二次使用料不払い問題
1980年代に日本俳優連合（以下、日俳連）が音響映像システム（以下、音響映像）が所属した日本音声製作者連盟と、日本アニメーションが所属した日本動画製作者連盟（1990年脱退）を通じて締結した契約に反し、1990年代からちびまる子ちゃんや世界名作劇場シリーズなど日本アニメーション作品のビデオ化に際して、日本アニメーションが著作権法上の二次使用にあたるとして未払いの方針を続け、音響映像は1997年に自社が音声制作に関わったビデオソフトの一覧表を作成した。1999年に日俳連と支払をめぐる協議が行われたものの決裂し、2000年2月に二次使用料未払いの債権者にあたる日本俳優連合所属の出演声優ら380人余り（最終的には360人余り）が、音声（アフレコ）の実製作者である音響映像と制作著作権者の日本アニメーションを被告人として相手取り、未払い金8700万円の支払いを求めて集団民事訴訟を東京地裁へ提起した。
2003年11月の一審判決では音響映像システムに対して請求金額全額の支払いを命ずるが、日本アニメーションに対しての支払は認めない判決が下された。しかし、音響映像システムは2003年4月から本業をサンオンキョーへ全て譲渡させ、譲渡以前の大東京信用組合らに対する借入負債によって債務超過状態であったため、民法上の無資力（支払能力が無い）に該当する。このため、二審の東京高裁（雛形要松裁判長）では日本アニメーション・音響映像およびサンオンキョーの取引・請負関係と、日俳連が当初締結した「二次使用料の契約」の有効性について改めて審議され、原告は日本アニメーションに対して債権者の支払請求が認められる判決が下された。しかし被告側は上告した。
そして2005年6月29日の最高裁第3法廷で開かれた三審判決（浜田邦夫裁判長）では、上告棄却とする決定が成されて二審判決が確定し、原告側の全面勝訴となった。

## 関連会社
音響映像システム株式会社
2000年前半まで日本アニメーション作品の音響制作を担当した子会社。日本音声製作者連盟に加盟していたが、サンオンキョーに鞍替えしたため脱退している。
1990年代から日本アニメーション作品のビデオ化に際して、1980年代に本放送以外の二次使用料（出演料）を支払う契約が締結されているにもかかわらず、日本アニメーションが著作権法上の二次使用にあたるとして未払いの方針を続けたため、2000年に未払い債権者にあたる出演声優らが集団で民事訴訟を提起した（#二次使用料不払い問題）。この訴訟と、1980年代から代表を務めた役員が2002年に特別背任事件を起こして解任されたため、2003年3月から本業を新設会社のサンオンキョーへ譲渡させた。主たる事業が無くなり休眠会社となっている。また債務超過状態である。
サンオンキョー有限会社
2003年4月以降、日本アニメーション作品の音響制作を全面的に担当する関係会社。日本音声製作者連盟に加盟。音響映像システムとは異なり、日本アニメーションの子会社ではない。
#二次使用料不払い問題による二審訴訟で、同社内の一角に音響映像システムの事務所があるとされた。
日本アニメ企画株式会社
日本アニメーション作品のマーチャンダイジングを担当する子会社。
ジェイ・アニメ・ドットコム株式会社
2000年設立の子会社でコンテンツプロバイダ。世界名作劇場・『ペネロペ』・『ちびまる子ちゃん』の携帯電話メニューサイトの運営や着うたの制作、Yahoo!動画・@nifty・BIGLOBEなどインターネットテレビプロバイダーへの日本アニメーション作品の動画コンテンツ供給を行っている。
PSP Asia株式会社
玩具とアニメーション制作のシナジー効果促進を目的に、2000年5月にメーカー3社（タカラ〈後のタカラトミー〉、アガツマ、エポック社）と共同出資で「日本アニメディア株式会社」として設立したアニメーション制作会社。殆どの作品ではアニメーション制作として表記されているが、実際はSynergySPと韓国の各アニメスタジオが実制作を担っていた。2008年の『いくぜっ! 源さん』の制作協力を最後にアニメーション制作事業は停止している。2018年に現社名に商号変更するが、日本アニメーションの会社概要には日本アニメディアの名称が長らく残されたままになっていた。

| 年     | タイトル                                               | 備考                                                   |
| ------ | ------------------------------------------------------ | ------------------------------------------------------ |
| 2001年 | Cosmic Baton Girl コメットさん☆                        | - 2002年、製作 アニメーション制作 - 日本アニメーション |
| 2002年 | 爆転シュート ベイブレード 2002                         | アニメーション制作 制作協力 - シナジージャパン         |
| 2002年 | 爆転シュート ベイブレード THE MOVIE 激闘!!タカオVS大地 | アニメーション制作                                     |
| 2003年 | 爆転シュート ベイブレード Gレボリューション            | アニメーション制作 制作協力 - シナジージャパン         |
| 2004年 | B-伝説! バトルビーダマン                               | アニメーション制作 制作協力 - シナジージャパン         |
| 2005年 | B-伝説! バトルビーダマン 炎魂                          | アニメーション制作 制作協力 - シナジージャパン         |
| 2006年 | 爆球Hit! クラッシュビーダマン                          | アニメーション制作 制作協力 - SynergySP                |
| 2008年 | いくぜっ! 源さん                                       | 制作元請 - 日本アニメーション、制作協力                |

2007年放送の『ゼロ デュエル・マスターズ』でも当初はアニメーション制作として発表されていたが、放送ではSynergySPがアニメーション制作として表記された。

## 関連人物

### アニメーター・演出家
- 宮崎駿
- 高畑勲
- 森康二
- 小田部羊一
- 村田耕一
- 遠藤政治

- 佐藤好春
- 島津裕行
- 楠葉宏三
- 関修一
- 西田健一
- 加藤裕美

- 中西伸彰
- 奥山玲子
- 板場広志（伊多波広）
- 加瀬政広
- 錦織博
- 鏑木ひろ

- 山本陽介
- 中野友貴
- 篠原美咲

### 制作
- 石川和子（代表取締役社長）
- 本橋壽一（本橋寿一、取締役副社長）
- 平塚仁美（取締役）
- 本橋修一（取締役）
- 毛塚武（監査役）
- 本橋浩一（創業者、初代代表取締役社長）
- 中島順三（創立スタッフ）
- 大場伊紘
- 加藤良雄
- 児玉征太郎
- 松土隆二（後のベガエンタテイメント代表取締役）
- 遠藤重夫
- 増子相二郎
- 佐藤昭司
- 田中栄子（後のSTUDIO 4℃代表取締役）
- 小竿俊一
- 余語昭夫
- 田中伸明
- 佐藤賢一
- 小林正彦
- 田中真津美
- 落合智
- 戸川淳
- 早船健一郎
- 鵜飼浩史
- 竹内孝次（後のテレコム・アニメーションフィルム2代目代表取締役社長）
- 古里尚丈（スタジオジブリの制作進行からサンライズでプロデューサーを経て、おっどあいくりえいてぃぶ代表取締役）
- 富岡哲也（現：AXsiZ所属）
- 山本秉碩

## 同社スタッフ・OBが独立・起業した会社

### 現在
- ベガエンタテイメント - 制作を務めた松土隆二が1993年に設立[20]。
- ファンワークス - 出身の高山晃がジェイ・アニメ・ドットコムを経て2005年に設立[21]。
- ビー・バード - 制作を務めた鵜飼浩史が東映アニメーション、トムス・エンタテインメントを経て2013年に設立[22]。
- studioぱれっと - 制作を務めた齋藤友紀がフウシオスタジオを経て2018年に設立。

### 過去
- ビジュアル80 - 制作を務めた渡辺忠美と加藤良雄が金子満と共に設立。
- ノーサイド - 制作出身の宮下勇治が上記のビジュアル80を経て1994年に設立。
- フロントライン - 制作出身の横井孝がJ.C.STAFFを経て1997年に設立。2011年倒産。
- フウシオスタジオ - 制作を務めた齋藤友紀がアニメーション作家のホッチカズヒロと共に2012年に設立[23]。2017年にstudioぱれっとが事業を引き継ぎ活動を停止、2020年に事業清算し廃業。